# Вооружённые силы Джибути
Вооружённые силы Джибути (араб. الجيش الجيبوتي‎, сомал. Ciidanka Dalka Jabuuti, фр. Forces Armees Djiboutiennes) — военная организация Джибути, предназначенная для защиты свободы, независимости и территориальной целостности государства. Состоят из сухопутных войск, береговой охраны, военно-воздушных сил и национальной жандармерии.

## Общие сведения
| Вооружённые силы Джибути                                        | Вооружённые силы Джибути |
| --------------------------------------------------------------- | --- |
| Виды вооружённых сил:                                           | Сухопутные войска Береговая охрана Военно-воздушные силы Национальная жандармерия                                                                  |
| Призывной возраст и порядок комплектования:                     | Вооружённые силы Джибути комплектуются на контрактной основе; с 18-летнего возраста возможно добровольное прохождение военной службы; призыва нет. |
| Человеческие ресурсы, доступные для воинской службы:            | мужчины в возрасте 16-49: 170,386 женщины в возрасте 16-49: 221,411 (2010 оценочно)                                                                |
| Человеческие ресурсы, пригодные для воинской службы:            | мужчины в возрасте 16-49: 114,557 женщины в возрасте 16-49: 154,173 (2010 оценочно)                                                                |
| Человеческие ресурсы, ежегодно достигающие призывного возраста: | мужчины: 8,360 женщины: 8,602 (2010 оценочно) |
| Военные расходы — процент от ВВП:                               | 3.8 % (на 2010 год) 26 место в мире |

## Зарубежные военные силы в Джибути
В Джибути расположены военные базы США, Франции, Италии, Японии и Китая.